# Conradin Cathomen
Conradin Cathomen (Laax, 2 de junio de 1959) es un deportista suizo que compitió en esquí alpino.
Ganó una medalla de plata en el Campeonato Mundial de Esquí Alpino de 1982, en la prueba de descenso. 

## Palmarés internacional
| Campeonato Mundial | Campeonato Mundial   | Campeonato Mundial | Campeonato Mundial |
| Año                | Lugar                | Medalla            | Prueba             |
| ------------------ | -------------------- | ------------------ | ------------------ |
| 1982               | Schladming (Austria) | Medalla de plata   | Descenso           |